# Chiesa cristiana di Gesù Cristo
La Chiesa cristiana di Gesù Cristo (in inglese Church of Jesus Christ–Christian) è una chiesa fondata nel 1946 da Wesley A. Swift, membro del Ku Klux Klan.
La Chiesa cristiana di Gesù Cristo sostiene e promuove la supremazia bianca, il Cristianesimo positivo e la Christian Identity.

## Storia
La Chiesa fu fondata nel 1946 con il nome di White Identity Church of Jesus Christ–Christian (l'attuale denominazione risale al 1957); il fondatore Wesley A. Swift fu a guida della Chiesa fino alla morte, avvenuta nel 1970, a seguito della quale la moglie assunse il ruolo di capo spirituale. Ora la chiesa è retta da una consiglio di tre uomini, tra cui Jonathan Williams e Gerald O'Brien.